# 孟加拉国国徽
孟加拉國徽啟用於1972年2月28日。為圓形。中央圖案為國花睡蓮。下方水紋象徵當地河道縱橫的地理環境。上方的黃麻為當地主要的經濟作物，兩旁為稻穗所裝飾。黃麻兩侧的四顆五角星代表建國的四原則：民族主義、社會主義、世俗主義和民主主義。

英属孟加拉徽章
巴基斯坦自治领国徽（1947年至1954年）
东巴基斯坦政府徽章
孟加拉人民共和国临时政府徽章